# Läkare i Världen

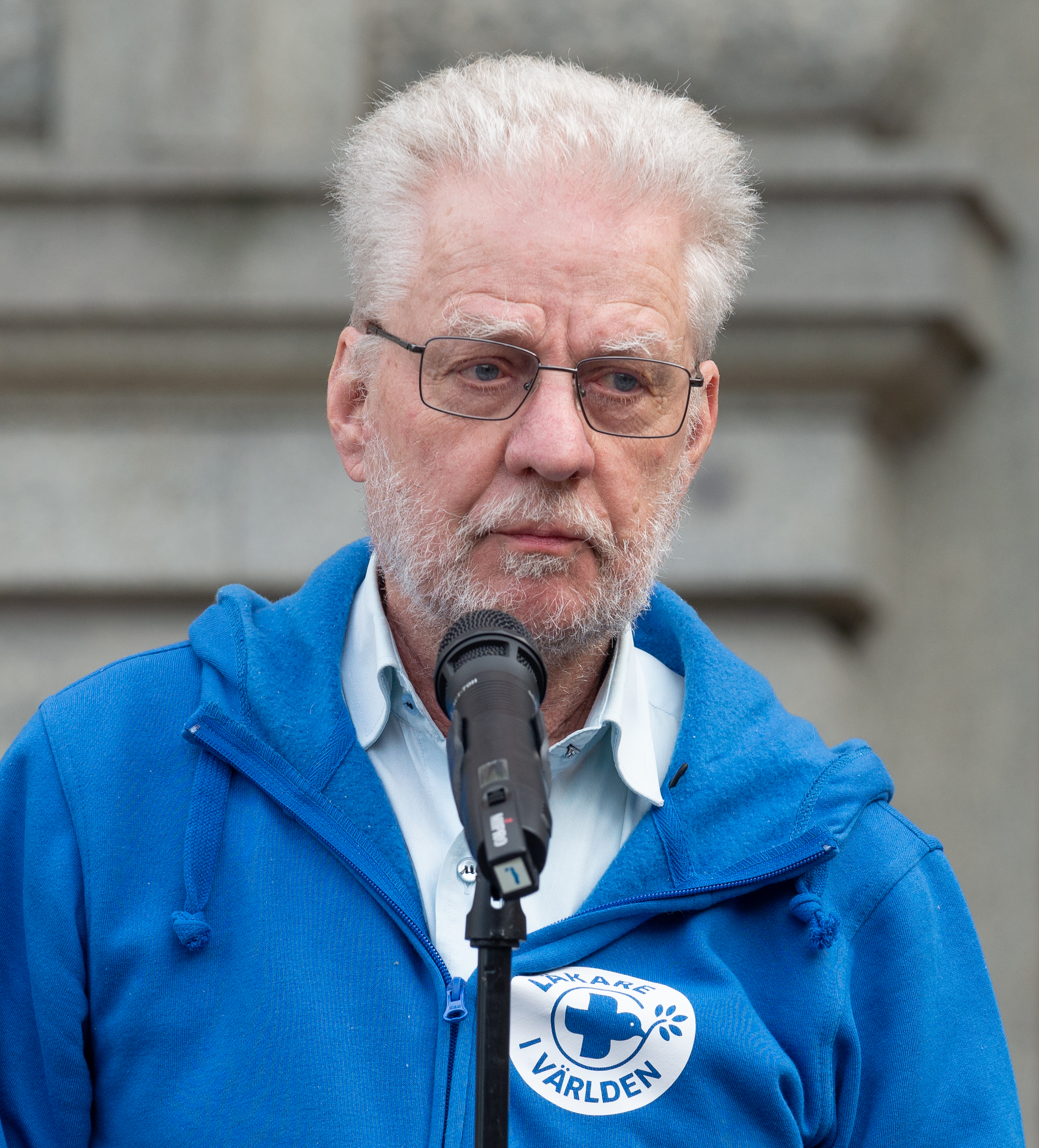
Thomas Avén på Mynttorget i Stockholm 2022 under en solidaritetsmanifestation för asylsökande.

Läkare i Världen (franska: Médecins du Monde) är en internationell humanitär hjälporganisation som grundades i mars 1980 av bl a Bernard Kouchner efter att denne lämnat Läkare utan gränser. Till Médecins du Monde-nätverket hör 18 sektioner i Europa, Asien och Nord- och Sydamerika. Den svenska sektionen bildades 1991 och grundades av bland annat Anita D'Orazio och Anders Björkman, professor i infektionssjukdomar på Karolinska institutet.
Läkare i Världen finns i Sverige på sju orter, Stockholm, Uppsala, Malmö, Umeå, Luleå, Östersund och Örebro där de arbetar med opinionsbildning, vårdinsatser, psykosocialt stöd och juridisk rådgivning. Alla är välkomna men mottagningarna riktar sig främst till tre grupper: papperslösa, utsatta EU-migranter och så kallade tredjelandsmedborgare, eftersom dessa är de som har svårast att få grundläggande sjukvård i Sverige. Organisationen är partipolitiskt och religiöst obunden. 
Ordförande i Sverige för Läkare i Världen är Thomas Avén.